# Calvert (Texas)
Calvert é uma cidade localizada no estado norte-americano de Texas, no Condado de Robertson.

## Demografia
Segundo o censo norte-americano de 2000, a sua população era de 1426 habitantes.
Em 2006, foi estimada uma população de 1404, um decréscimo de 22 (-1.5%).

## Geografia
De acordo com o United States Census Bureau tem uma área de
10,1 km², dos quais 10,1 km² cobertos por terra e 0,0 km² cobertos por água. Calvert localiza-se a aproximadamente 100 m acima do nível do mar.

## Localidades na vizinhança
O diagrama seguinte representa as localidades num raio de 32 km ao redor de Calvert.